# Johannes Frey
Johannes Frey (12 de novembro de 1996) é um judoca alemão.

## Carreira
Frey esteve nos Jogos Olímpicos de Verão de 2020 em Tóquio, onde conquistou a medalha de bronze no confronto por equipes mistas como representante da Alemanha, conjunto de judocas que derrotou o time holandês.